# Arquidiócesis de Kingston en Jamaica
La arquidiócesis de Kingston en Jamaica (en latín: Archidioecesis Regiopolitana in Iamaica y en inglés: Roman Catholic Archdiocese of Kingston, Jamaica) es una circunscripción eclesiástica de la Iglesia católica en Jamaica. Se trata de una arquidiócesis latina, sede metropolitana de la provincia eclesiástica de Kingston en Jamaica. Desde el 29 de abril de 2016 su arzobispo es Kenneth David Oswin Richards.

## Territorio y organización

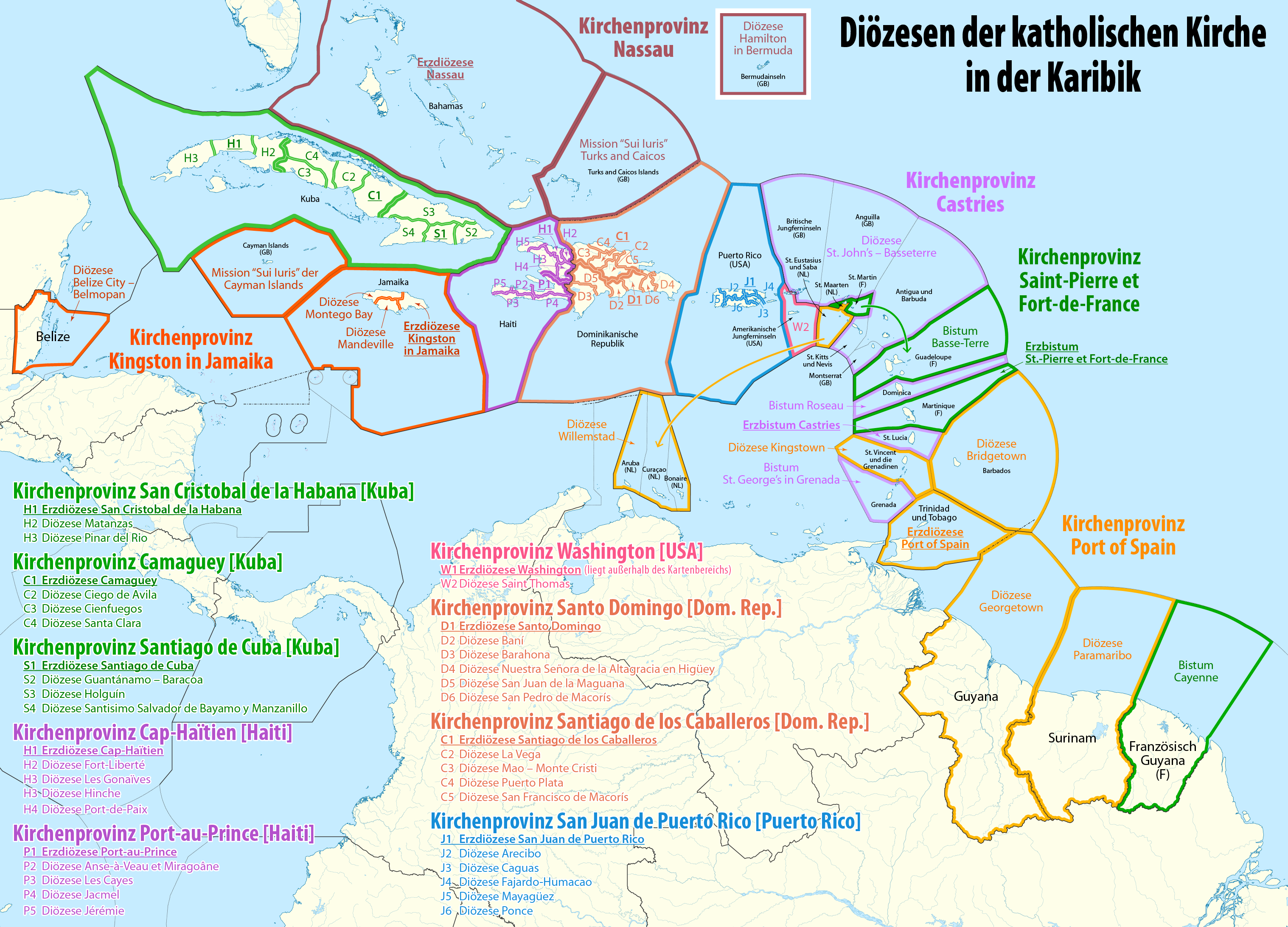
Mapa de las provincias y diócesis de las Antillas (en alemán)

La arquidiócesis tiene 1262 km² y extiende su jurisdicción sobre los fieles católicos de rito latino residentes en el condado de Surrey y en la parroquia civil de Saint Catherine del condado de Middlesex.
La sede de la arquidiócesis se encuentra en la ciudad de Kingston, en donde se halla la Catedral de la Santísima Trinidad.
En 2023 en la arquidiócesis existían 32 parroquias. 
La arquidiócesis tiene como sufragáneas a las diócesis de Belice-Belmopán, Mandeville y Montego Bay. Además, está agregada a la provincia eclesiástica la misión sui iuris de las Islas Caimán.

## Historia

### Antecedentes
La abadía nullius de Jamaica, con sede en Santiago de la Vega (actual Spanish Town) existió desde el 15 de mayo de 1515 hasta la conquista inglesa de la isla en 1655. Dada la ruptura entre la Iglesia católica e Inglaterra desde la Reforma anglicana en el siglo XVI, los ingleses prohibieron el culto católico en Jamaica. Esta prohibición permaneció vigente durante 136 años y fue levantada en 1791. No fue hasta 1792 cuando los sacerdotes católicos romanos comenzaron a llegar de nuevo a Jamaica.

### Vicariato apostólico
El vicariato apostólico de Jamaica fue erigido el 10 de enero de 1837 mediante el breve Ex munere pastoralis del papa Gregorio XVI desmembrando territorio del vicariato apostólico de Trinidad (hoy arquidiócesis de Puerto España).
El 31 de octubre de 1858 cedió las islas Bahamas a la diócesis de Charleston.
El 10 de junio de 1888 cedió una parte de su territorio para la erección de la prefectura apostólica de Honduras Británica (hoy diócesis de Belice-Belmopán).

### Diócesis
El 29 de febrero de 1956 mediante la bula Sanctorum mater del papa Pío XII el vicariato apostólico fue elevado a la categoría de diócesis y asumió el nombre de diócesis de Kingston. Originalmente era una diócesis inmediatamente sujeta a la Santa Sede.

### Arquidiócesis
El 14 de septiembre de 1967 cedió otra porción de territorio para la erección de la diócesis de Montego Bay mediante la bula Sicut providus del papa Pablo VI. El mismo día fue elevada al rango de arquidiócesis metropolitana con la bula Christi gregem.
El 8 de septiembre de 1970 mediante el decreto Cum ad bonum cedió la jurisdicción sobre las islas Turcas y Caicos a la diócesis de Nassau (hoy arquidiócesis de Nasáu).
El 15 de abril de 1991 cedió una porción de se territorio para la erección del vicariato apostólico de Mandeville (hoy diócesis de Mandeville) mediante la bula Praeteritis quidem del papa Juan Pablo II.
El 14 de julio de 2000 cedió la jurisdicción sobre las islas Caimán para la erección de la misión sui iuris de las Islas Caimán.
Desde 2016 su arzobispo es Kenneth David Oswin Richards.

## Estadísticas
Según el Anuario Pontificio 2024 la arquidiócesis tenía a fines de 2023 un total de 59 100 fieles bautizados.
| Año                                                                             | Población            | Población | Población      | Sacerdotes | Sacerdotes    | Sacerdotes    | Bautizados por sacerdote | Diáconos permanentes | Religiosos | Religiosos | Parroquias |
| Año                                                                             | Bautizados católicos | Total     | % de católicos | Total      | Clero secular | Clero regular | Bautizados por sacerdote | Diáconos permanentes | Varones    | Mujeres    | Parroquias |
| ------------------------------------------------------------------------------- | -------------------- | --------- | -------------- | ---------- | ------------- | ------------- | ------------------------ | -------------------- | ---------- | ---------- | ---------- |
| 1948                                                                            | 79 898               | 1 340 000 | 6.0            | 63         | 2             | 61            | 1268                     |                      | 31         | 176        |            |
| 1966                                                                            | 139 508              | 1 827 000 | 7.6            | 116        | 17            | 99            | 1202                     |                      | 66         | 262        | 12         |
| 1970                                                                            | 139 084              | 1 176 927 | 11.8           | 90         | 15            | 75            | 1545                     |                      | 92         | 208        | 27         |
| 1976                                                                            | 152 420              | 1 209 819 | 12.6           | 106        | 20            | 86            | 1437                     | 2                    | 99         | 184        | 18         |
| 1978                                                                            | 167 714              | 1 153 047 | 14.5           | 86         | 22            | 64            | 1950                     | 2                    | 73         | 148        | 29         |
| 1990                                                                            | 93 398               | 1 379 847 | 6.8            | 76         | 26            | 50            | 1228                     | 13                   | 64         | 170        | 34         |
| 1999                                                                            | 96 645               | 1 360 042 | 7.1            | 58         | 24            | 34            | 1666                     | 17                   | 88         | 129        | 33         |
| 2000                                                                            | 96 645               | 1 360 042 | 7.1            | 52         | 23            | 29            | 1858                     | 18                   | 40         | 127        | 33         |
| 2001                                                                            | 95 000               | 1 407 000 | 6.8            | 52         | 23            | 29            | 1826                     | 16                   | 70         | 123        | 32         |
| 2002                                                                            | 92 000               | 1 407 000 | 6.5            | 51         | 22            | 29            | 1803                     | 21                   | 94         | 115        | 33         |
| 2003                                                                            | 54 000               | 1 407 000 | 3.8            | 53         | 25            | 28            | 1018                     | 20                   | 142        | 118        | 32         |
| 2004                                                                            | 56 000               | 1 400 000 | 4.0            | 47         | 22            | 25            | 1191                     | 20                   | 134        | 116        | 32         |
| 2006                                                                            | 56 200               | 1 405 000 | 4.0            | 57         | 30            | 27            | 985                      | 19                   | 174        | 113        | 32         |
| 2013                                                                            | 58 400               | 1 460 000 | 4.0            | 58         | 38            | 20            | 1006                     | 29                   | 167        | 97         | 31         |
| 2016                                                                            | 58 730               | 1 469 240 | 4.0            | 51         | 25            | 26            | 1151                     | 35                   | 193        | 90         | 31         |
| 2019                                                                            | 58 400               | 1 472 000 | 4.0            | 51         | 28            | 23            | 1145                     | 42                   | 247        | 84         | 30         |
| 2021                                                                            | 58 485               | 1 474 160 | 4.0            | 58         | 28            | 30            | 1008                     | 40                   | 76         | 93         | 32         |
| 2023                                                                            | 59 100               | 1 478 500 | 4.0            | 56         | 30            | 26            | 1055                     | 37                   | 227        | 78         | 32         |
| Fuente: Catholic-Hierarchy, que a su vez toma los datos del Anuario Pontificio. |                      |           |                |            |               |               |                          |                      |            |            |            |

## Episcopologio
- Benito Fernández, O.F.M. † (10 de enero de 1837-27 de septiembre de 1855 falleció)
- James Eustace Dupeyron, S.I. † (27 de septiembre de 1855 por sucesión-28 de julio de 1872 falleció)
- Joseph Sidney Woollett, S.I. † (1871-1877 falleció)
- Thomas Porter, S.I. † (6 de septiembre de 1877-29 de septiembre de 1888 falleció)
- Charles Gordon, S.I. † (28 de mayo de 1889-11 de enero de 1906 renunció)
- John Joseph Collins, S.I. † (12 de junio de 1907-16 de marzo de 1918 renunció)
- William F. O'Hare, S.I. † (2 de septiembre de 1919-11 de octubre de 1926 renunció)
- Joseph Nicholas Dinand, S.I. † (12 de julio de 1927-4 de octubre de 1929 renunció)
- Thomas Addis Emmet, S.I. † (3 de julio de 1930-8 de abril de 1949 renunció)
- John Joseph McEleney, S.I. † (3 de febrero de 1950-1 de septiembre de 1970 retirado[nota 1])
- Samuel Emmanuel Carter, S.I. † (1 de septiembre de 1970-11 de noviembre de 1994 retirado)
- Edgerton Roland Clarke † (11 de noviembre de 1994-17 de febrero de 2004 retirado)
- Lawrence Aloysius Burke, S.I. † (17 de febrero de 2004-12 de abril de 2008 retirado)
- Donald James Reece (12 de abril de 2008-15 de abril de 2011 retirado)
- Charles Henry Dufour (15 de abril de 2011-29 de abril de 2016 retirado)
- Kenneth David Oswin Richards, desde el 29 de abril de 2016